# Mosler J-10 Sport
El Mosler J-10 es un automóvil deportivo diseñado por el fabricante estadounidense Mosler y construido principalmente con partes de General Motors. 
La parte delantera del vehículo visualmente se asemeja a la de los Jeep CJ y la parte trasera del vehículo se ha tomado de la pickup Chevrolet S-10, si bien el marco y la construcción del vehículo está construido principalmente a partir de esta última.
- Datos: Q6916372